# Syrská archieparchie mosulská
Syrská archieparchie mosulská je archieparchie syrské katolické církve v Iráku. Jejím archieparchou je biskup Yohanna Petros Moche.

## Historie
Archieparchie byla zřízena v roce 1790, v letech 1893-1897 byla sídlem syrského patriarchy Ignáce Behnama II. V roce 2014 byla oblast obsazena Islámským státem: biskupská rezidence lehla popelem, některé kláštery byly násilně evakuovány, věřící nuceni ke konverzi k islámu nebo byli vyháněni z města.